# 僧念镇
僧念镇，是中华人民共和国山西省临汾市汾西县下辖的一个乡镇级行政单位。

## 行政区划
僧念镇下辖以下地区：
僧念村、南庄村、薛家庄村、坂底村、师家沟村、岭南村、涧子里村、段村、瓦窑圪塔村、麻姑头村、细上村、前沟村和仁马庄村。

## 中国传统村落
师家沟村获评“中国传统村落”。师家沟古建筑群是全国重点文物保护单位。